# Radar de contre-furtivité
Les radars de contre-furtivité (anglais: counter stealth radar) permettent de contrer la furtivité et de détecter un avion furtif, ainsi qu'un navire furtif.

## Description
Les radars de contre-furtivité basiques qui peuvent être utilisés tels quels sont le radar passif et le radar quantique qui ne sont pas spécialement étudiés pour contrer la furtivité.
On rencontre désormais des radars passifs de contre-furtivité pouvant être embarqués. 

### Radar passif
Le radar passif peut détecter les avions furtifs car ceux-ci sont dessinés pour minimiser le retour vers le radar émetteur et non pour limiter leur signature dans les autres directions.

### Radar quantique
Parmi les projets en développement de radar quantique, en particulier dans le Grand Nord canadien où les radars conventionnels subissent un fort bruit de fond des tempêtes géomagnétiques et des éruptions solaires. La technique permettrait potentiellement aux opérateurs radar d’éliminer le bruit de fond important et d’isoler des objets, y compris des avions furtifs.

## En opérations

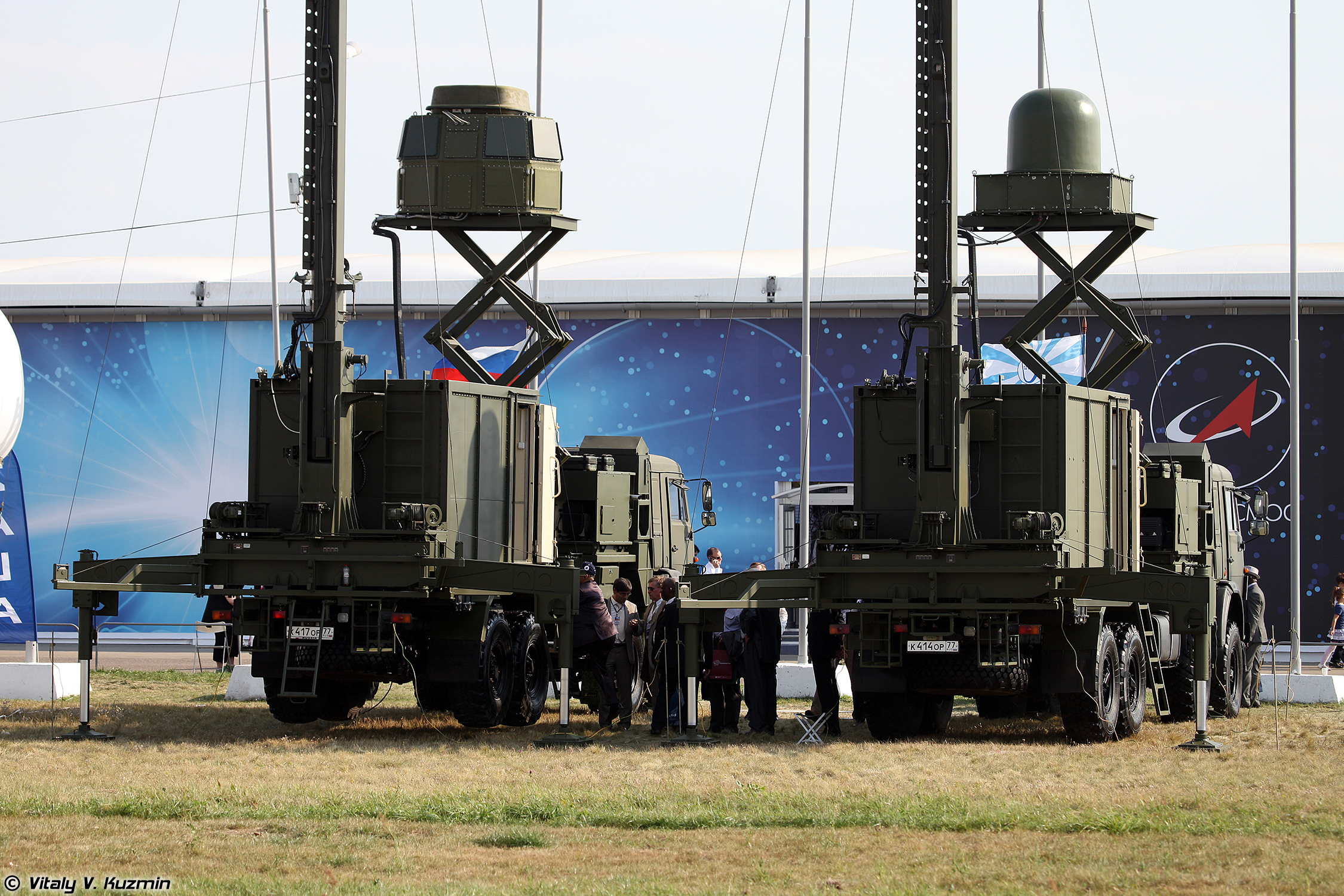
Système russe Avtobaza.

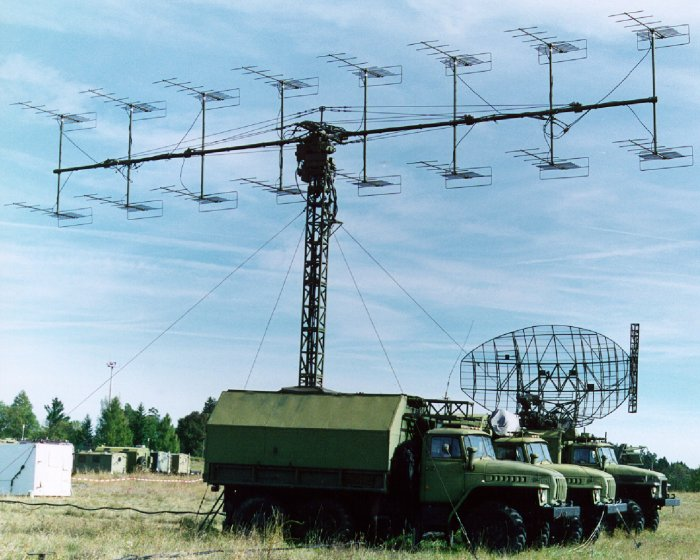
Radar soviétique/russe P-18, à l'arrière-plan reconnaissance ami-ennemi.

En 1991, lors de la guerre du Golfe, les américains planifient de détruire les radars P-15 et P-18 soviétiques de l'armée irakienne, sachant qu'ils peuvent détecter leurs avions furtifs F-117.
En 27 mars 1999, lors de la destruction d'un F-117 par l'armée yougoslave, l'Otan a soupçonné les forces Serbes au Kosovo d'utiliser un type de radar passif. Le bombardier furtif américain F-117A aurait été abattu après avoir été repéré par un radar passif modifié en Tchéquie (mais ukrainien), de classe Tamara, sans preuve.
En 2021, l'annonce du retrait du service à l'horizon 2030 du Lockheed Martin F-22 Raptor américain, avant les F-16 et F/A-18 modernisés, serait dû au progrès des radars de contre-furtivité, rendant obsolète la furtivité de l'avion.

## Opérateurs
Algérie
- Tamara, YLC-8b, Avtobaza[7] et Rezonans-NE[8].

 Chine
- YLC-8b[7].

 Espagne
- Lanza LTR-25[9].

 Russie
La Russie met en œuvre les systèmes suivants :
- Radar P-18 radar d'alerte précoce des années 1970 modernisé[10] ;
- Nebo: Radar 3D/Radar tridimensionnel à balayage électronique multi-bandes, technologie mise en œuvre en Russie dès 2008. Ce type de système radar est composé de plusieurs radars, environ 3 à 4 radars avec une unité de traitement et une unité de commande[1] ;
- Protivnik, Gamma-DE, Resonnance-NE, Struna1-Barrier, Moskva-1 et Avtobaza[10].

 République tchèque
- Vera 2[7].

 Ukraine
- Tamara[7].